# Songnan (sockenhuvudort i Kina, Heilongjiang Sheng, lat 45,88, long 128,80)
Songnan (kinesiska: 松南, 松南乡) är en sockenhuvudort i Kina. Den ligger i provinsen Heilongjiang, i den nordöstra delen av landet, omkring 170 kilometer öster om provinshuvudstaden Harbin. Antalet invånare är 11 757. Befolkningen består av 5 793 kvinnor och 5 964 män. Barn under 15 år utgör 15,0 %, vuxna 15-64 år 79 %, och äldre över 65 år 5,0 %.
Runt Songnan är det ganska tätbefolkat, med 78 invånare per kvadratkilometer. Närmaste större samhälle är Fangzheng, 4,7 km söder om Songnan. Trakten runt Songnan består till största delen av jordbruksmark.
Genomsnittlig årsnederbörd är 862 millimeter. Den regnigaste månaden är juli, med i genomsnitt 174 mm nederbörd, och den torraste är januari, med 7 mm nederbörd.